# 沃良卡河
沃良卡河（烏克蘭語：Волянка），是烏克蘭的河流，位於該國西部，流經利沃夫州的桑博爾區，屬於布拉日夫卡河的支流，河道全長12公里，流域面積28平方公里。